# Ellen Pitfield
Ellen Pitfield, in vielen Quellen Nurse Pitfield genannt (ca. 1857; † August 1912), war eine britische Hebamme, Krankenschwester und Suffragette.

## Leben
Pitfield schloss sich 1908 der Women’s Social and Political Union (WSPU) an und beteiligte sich an militanten Aktionen für das Frauenwahlrecht, was dazu führte, dass sie im selben Jahr zweimal verhaftet wurde. Während ihrer Haftzeit trat Pitfield in den Hungerstreik. Nachdem sie 1909 aus dem Gefängnis entlassen wurde, soll sie gesagt haben: „Es gibt nur zwei Dinge, die für mich auf der Welt wichtig sind: Prinzip und Freiheit. Dafür werde ich kämpfen, solange das Leben in meinen Adern ist. Ich bin kein Individuum mehr, ich bin ein Instrument.“
Pitfield wurde 1909 von der WSPU mit der sogenannten „Hungerstreik-Medaille“ For Valour ausgezeichnet.
Am 18. November 1910 nahm Pitfield am sogenannten „Schwarzen Freitag“ teil und zog sich Verletzungen zu, die nie ganz ausheilten.
1911 beteiligte sich Pitfield am Suffragetten-Boykott der Volkszählung 1911, während sie im New Hospital for Women in der Euston Road, London, arbeitete und wohnte. Zu dieser Zeit erfuhr sie, dass sie Krebs im Endstadium hatte.
Im März 1912 schrieb Pitfield an die WSPU-Führerin Emmeline Pankhurst: „Ich bin mit Leib und Seele bei der großen Demonstration am 4. März 1912 dabei“ und erklärte sich selbst zur „Soldatin bis in den Tod“. Am 3. März reiste sie ins Zentrum Londons, betrat das Postamt in der King Edward Street und setzte einen Korb mit in Paraffin getränkten Holzspänen in Brand. Außerdem warf sie einen Ziegelstein, eingewickelt in Exemplare der Zeitung Votes For Women, durch ein Fenster des Gebäudes und stellte sich dann einem in der Nähe befindlichen Polizisten, um für ihre Sache einzustehen. Sie wurde verhaftet, zu sechs Monaten Haft verurteilt und vom Gericht ins Gefängniskrankenhaus gebracht. Trotz ihrer Krankheit weigerte sich Pitfield, eine Erklärung zu unterschreiben, von weiteren militanten Aktionen Abstand zu nehmen, um eine vorzeitige Entlassung zu erreichen.
Nach Angaben von Sylvia Pankhurst wurde Pitfield im Mai entlassen, nachdem die Men’s Political Union for Women’s Enfranchisement eine Petition in ihrem Namen gestartet hatte. Sie wurde im Pflegeheim Pembroke Garden von den Suffragetten und Krankenschwestern Catherine Pine und Gertrude Townend gepflegt und starb drei Monate später, im August 1912.
The British Journal of Nursing berichtete über ihre Inhaftierung und ihren späteren Tod und nannte sie „eine treue und hingebungsvolle Dienerin der leidenden Menschheit“.